# Аэротерапия
Аэротерапия (aeris — воздух; therapia — медицинские заботы, лечение) — направление альтернативной медицины, в котором с целью лечения и профилактики заболеваний используется свежий воздух. Вариантами аэротерапии являются длительное нахождение на открытом воздухе и принятие воздушных ванн.
Ранее аэротерапия широко применялась при лечении болезней лёгких. Лечение свежим воздухом не было эффективным и сошло на нет после изобретения антибиотиков. В настоящее время относится к альтернативной медицине.

## Сущность метода
Основной эффект от аэротерапии описывается следующим образом: открытый воздух охлаждает кожные рецепторы (если на улице прохладно), нервные окончания слизистой, приводя к повышению порога чувствительности, тренирует терморегуляцию организма, тем самым способствуя его закалке.
Плюсами этого метода лечения позиционируются закаливающий и вазоактивный эффекты.

## Эффективность
При лечении свежим воздухом в туберкулёзных санаториях было много летальных исходов.

## История
С помощью аэротерапии врачи в XIX веке пытались лечить туберкулёз лёгких. Десятилетиями санаторное лечение горным воздухом было стандартом в его лечении.
В 1860-е А. Шпенглер (Alexander Spengler) открыл санаторий для лечения туберкулёза горным воздухом в Давосе. Следом подобные санатории появились в Аросе, Лейсине и Кранс-Монтане.